# Heinrich Seepolt
Heinrich Seepolt (* 26. September 1903 in Duisburg; † 13. März 1989 in Kirchheim (Euskirchen)) war ein Maler und Graphiker. 

## Leben
Heinrich Seepolt war ab 1920 an der Kunstgewerbeschule Essen und studierte von 1926 bis 1931 an der Kunstakademie Düsseldorf. Er war dort Schüler von Julius Paul Junghanns und Meisterschüler bei Paul Klee.
1923 gründete Heinrich Seepolt den Duisburger Künstlerbund gemeinsam mit Hermann Bänder, Willi Kelter, Werner Kreuzhage, Marianne Nieten-Overbeck, Volkram Anton Scharf, Julius Schmitz-Bous, Peter Stermann, Hans Grohmann und Arthur Zahn.
Um 1932 betrieb er mit fünf weiteren Künstlern, unter ihnen der Graphiker Heinz Kiwitz und den beiden Kunstmalern Heinrich Goertz-Moldrickx und Volkram Anton Scharf ein Atelier in Duisburg, Lessingstraße 2. Die Stadt Duisburg hatte im ehemaligen Polizeipräsidium hierfür einige Räume zur Verfügung gestellt. Heinrich Seepolt gab dort auch regelmäßig Kurse in der sogenannten Schulung des Sehens und Gestaltens. Ein Schüler war Peter Calmés.
Um 1930 schloss er sich der Assoziation revolutionärer bildender Künstler an. 
Ab 1933, mit Beginn der NS-Herrschaft wurde die Situation wurde für ihn, den Kommunisten und Pazifisten, immer schwieriger. 1937 wurden in der Nazi-Aktion „Entartete Kunst“ ein Tafelbild (Selbstbildnis) aus der Städtischen Kunstsammlung Duisburg beschlagnahmt und vernichtet. Im gleichen Jahr wurde das Atelier durchsucht. Zeitweise lebte er im Untergrund. 1944 wurde das Duisburger Atelier ausgebombt, und zahlreiche Arbeiten wurden zerstört. 
Nach dem Krieg zog Heinrich Seepolt 1950 in die Voreifel nach Kirchheim, wo er sich mit dem katholischen Dechanten Joseph Emonds anfreundete. Dieser erwies sich als  „Freund im Geiste und der Gesinnung“. Beide gehörten ab den 50er Jahren zur neu entstandenen Friedensbewegung.

## Werke
- 1955: „Ego miles Christi“, Holzschnitt
- Ausschmückung in der Pfarrkirche St. Martinus (Kirchheim)
  - Brennenden Dornenbusch sowie das Lamm Gottes, Mosaikdarstellungen an den beiden Tympana der Seitenportale
  - 1972: „Ego miles Christi“, Bleiglasfenster

## Postume Ausstellung
- 2020/2021: Duisburg, Museum St. Laurentius, Duisburg-Rheinhausen-Eisenbahnsiedlung